# جيمي سميث
جيمي سميث (بالإنجليزية: Jimmy Smith)‏ (7 يناير 1987 لندن المملكة المتحدة - ) هو لاعب كرة قدم بريطاني يلعب كلاعب وسط.

## روابط خارجية
- جيمي سميث على موقع قاعدة بيانات كرة القدم.إي يو (الإنجليزية)
- جيمي سميث على موقع Soccerbase.com (لاعب) (الإنجليزية)
- جيمي سميث على موقع عالم كرة القدم.نت (الإنجليزية)